# Дементьев, Николай Петрович
Никола́й Петро́вич Деме́нтьев (род. 30 августа 1946) — советский футболист, защитник, полузащитник.
В 1964—1968 годах, начале 1970 года был в составе СКА Ростов-на-Дону, за основную команду провёл 27 матчей в классе «А» в 1966—1967 годах. В 1969 году играл за «Трактор» Волгоград. Карьеру в командах мастеров завершил в 1970 году в команде второй группы классе «А» «Судостроитель» Николаев.